# Francesco Solimena
Francesco Solimena, noto come l'Abate Ciccio (Canale di Serino, 4 ottobre 1657 – Barra, 5 aprile 1747), è stato un pittore e architetto italiano.
Fu una delle grandi figure nello sviluppo degli stili barocco e rococò, venendo riconosciuto a livello internazionale come uno degli artisti più famosi del suo tempo.
Attivo in area napoletana, sia pure con committenze nelle maggiori corti europee, è considerato uno degli artisti che meglio incarnarono la cultura barocca in Italia.

## Biografia

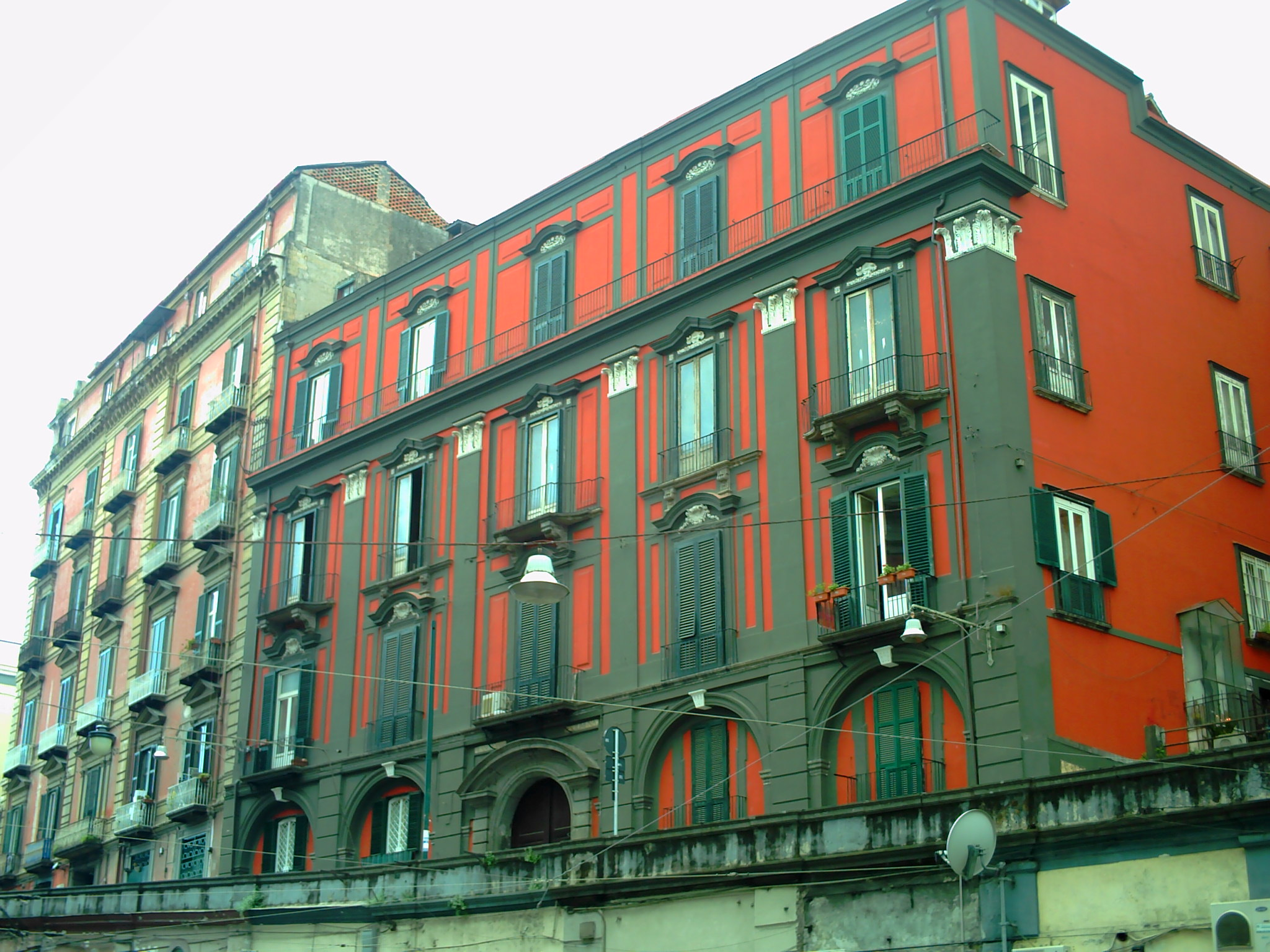
Palazzo Solimena, Napoli.

Si formò presso la bottega del padre Angelo, a Nocera dei Pagani (il nome con cui era conosciuta in passato, tra XVI secolo e il 1806, una civitas che comprendeva un'ampia porzione dell'agro nocerino, formata da 5 attuali comuni: Nocera Inferiore, Nocera Superiore, Pagani, Sant'Egidio del Monte Albino e Corbara), città originaria della madre, Marta Resigniano, dove viveva la sua famiglia. Rifacendosi dapprima alle opere di Francesco Guarini, successivamente, trasferitosi a Napoli e resosi autonomo nello stile, cominciò a guardare con interesse alla pittura scenografica e fantasiosa di Luca Giordano e a quella tenebrista di Mattia Preti.
Fu avviato alla pittura durante una visita a Nocera dei Pagani del cardinale Pietro Francesco Orsini, il futuro papa Benedetto XIII, che osservate alcune opere del giovane consigliò al padre Angelo (che lo ospitava nel suo palazzo) di avviarlo alla pittura perché il ragazzo dimostrava un talento poco comune.

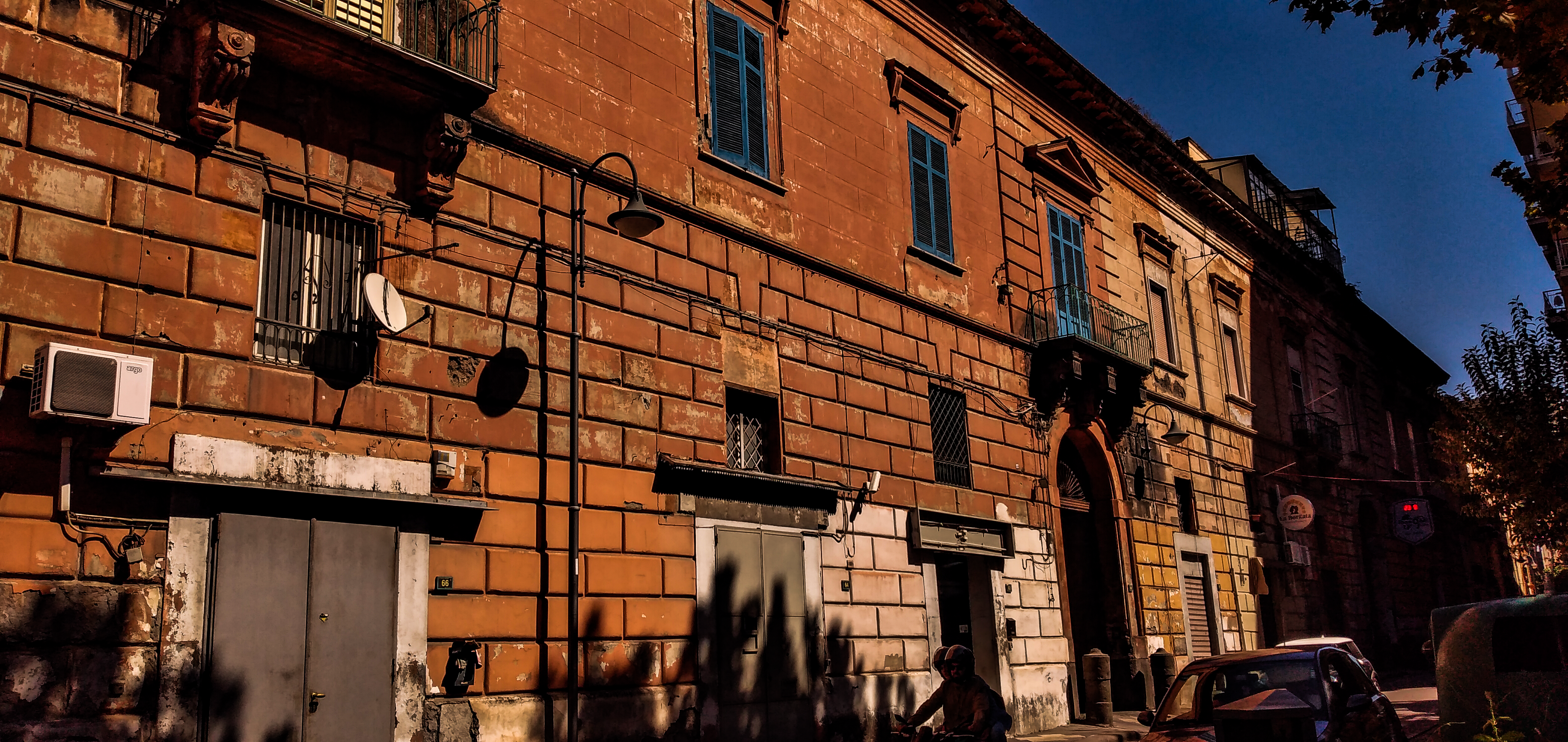
Palazzo Giovanardi a Nocera Inferiore, residenza nocerina dei Solimena

Le opere tra il 1670 e il 1680 tra cui si ricordano Il Paradiso nella basilica cattedrale di Nocera Inferiore e la Visione di San Cirillo d'Alessandria nella chiesa di San Domenico a Solofra furono eseguite in collaborazione col padre.
Le opere eseguite successivamente al 1680, manifestarono sempre più il distacco dalla pittura naturalista che diverrà progressivamente adesione al gusto barocco. Vanno menzionate a questo proposito gli affreschi della chiesa di San Giorgio a Salerno, e le tele delle Virtù della sacrestia di San Paolo Maggiore a Napoli. Nella tela di San Francesco rinunzia al sacerdozio nella chiesa di Sant'Anna dei Lombardi (1691-1692) è invece evidente l'influenza di Mattia Preti.
Lo stile pittorico nuovo, con l'avvicinamento all'Accademia dell'Arcadia, ebbe la sua consacrazione ne La cacciata di Eliodoro dal tempio al Gesù Nuovo e negli affreschi della cappella di San Filippo Neri della chiesa dei Girolamini.

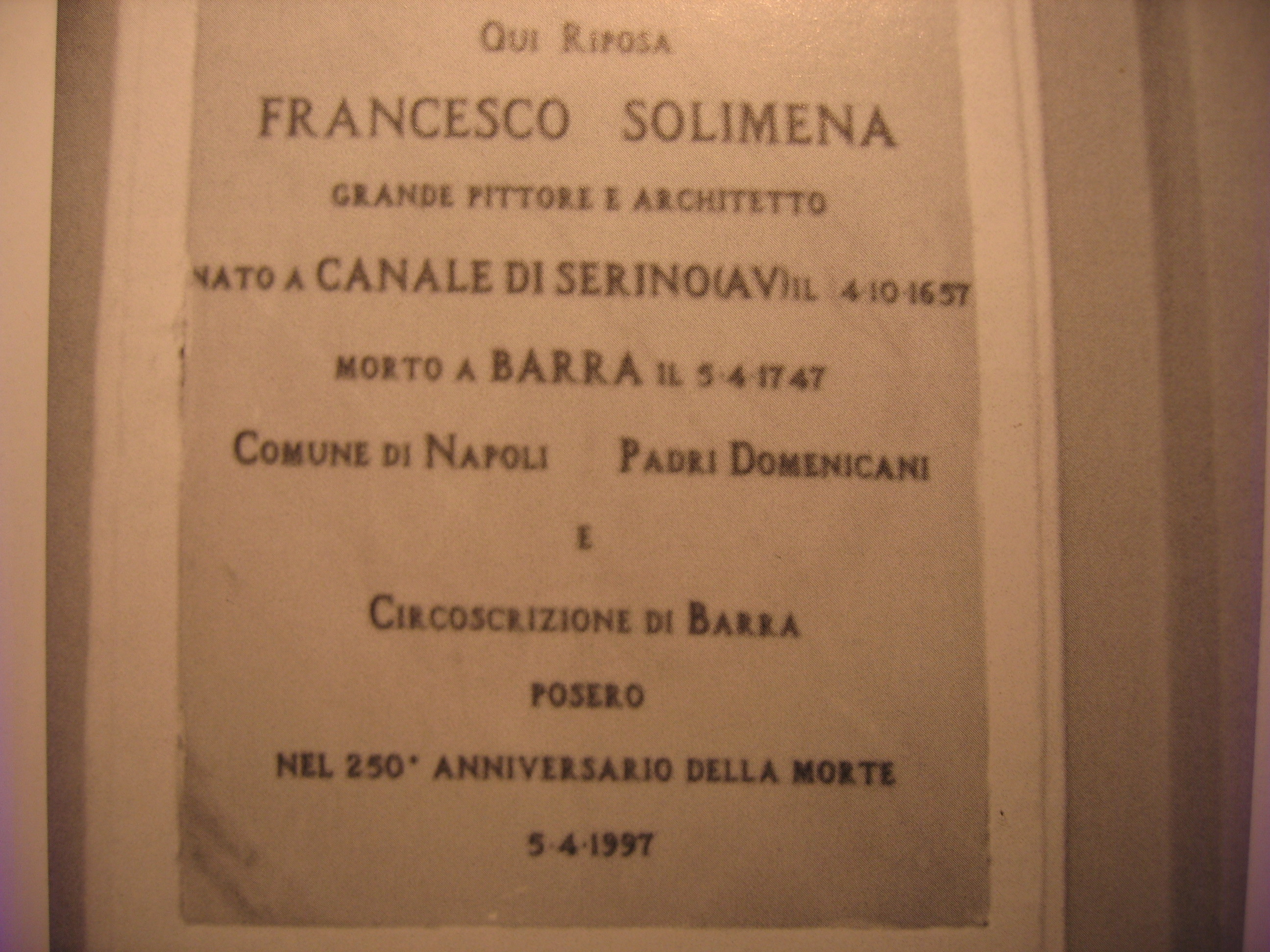
La lapide nella chiesa di San Domenico a Barra

Nel 1728 gli fu commissionato una tela raffigurante Gundacker von Althan nell'atto di offrire all'imperatore d'Austria Carlo VI il catalogo della pinacoteca imperiale (Kunsthistorisches Museum di Vienna), che "suscitò un vero entusiasmo".
Un ritorno ai lavori giovanili si andò evidenziando a partire dal 1735 come ad esempio nei dipinti realizzati nella Reggia di Caserta su committenza di Carlo di Borbone.
Lavorò per le maggiori corti europee, pur senza muoversi quasi mai da Napoli. Morì nella sua villa di Barra, quartiere di Napoli, il 5 aprile 1747, e i suoi resti sono conservati all'interno della chiesa di San Domenico di Barra. La sua scuola fu la più prolifica del Settecento napoletano (e forse dell'intero Settecento italiano), in quanto vi si formarono svariate decine di pittori e architetti che in molti casi andarono incontro a delle luminose carriere. Nella sterminata schiera dei suoi allievi si ricordano in questa sede: Francesco De Mura, Giuseppe Bonito, Gaspare Traversi, Sebastiano Conca, Ferdinando Sanfelice, Domenico Antonio Vaccaro, Mario Gioffredo, Leonardo Olivieri, Nicola Maria Rossi, Lorenzo De Caro, Domenico Mondo, Andrea dell'Asta, Jacopo Cestaro, Crescenzo Gamba, Paolo De Majo, Ludovico De Majo, Tommaso Martini, Santolo Cirillo, i genovesi Francesco Campora, Giovanni Stefano Maja e Francesco Narici, Evangelista Schiano, Bernardino Fera, Romualdo Formosa, Paolo Gamba, Alessio D'Elia, Antonio Baldi, Salvatore Pace, Giambattista Vela, Orazio Solimena, Saverio Persico, Ferrante Amendola, Giuseppe Tomajoli, Giovanni Cingeri, Michelangelo Schilles, Alfonso Di Spigna, Filippo Andreola, Paolo Di Falco, Eugenio Vegliante, Giuseppe Guerra, Nicola Falocco. Il comune di Napoli, la circoscrizione di Barra, e i padri Domenicani, nel 250º anniversario della sua morte, apposero una lapide sulla sua tomba all'interno della chiesa di San Domenico.

## Analisi del lavoro

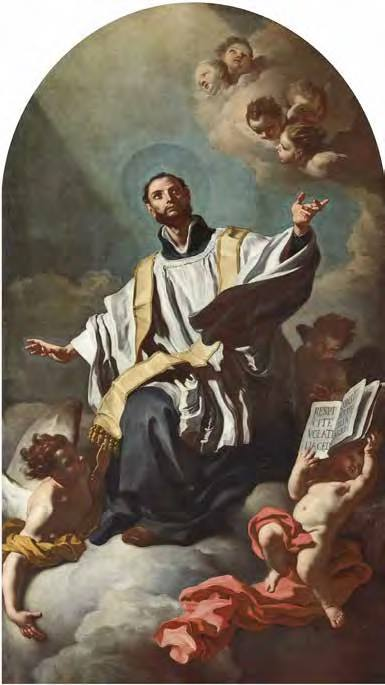
San Gaetano

La composizione dei quadri di Francesco Solimena è spesso sottolineata da elementi architettonici (scale, archi, balaustre, colonne) che focalizzano l'attenzione sui personaggi, come le ombre e tessuti leggeri.
Gli storici dell'arte hanno avuto il piacere di individuare i tanti modelli che aveva imitato nelle sue composizioni. I suoi numerosi studi preparatori, spesso combinazione di diverse tecniche quali disegni a inchiostro e penna, gesso e acquerello.
Un esempio tipico dello stile della sua prima maturità è la "Allegoria di un regno" (1690), collezione di libri Stroganov ora custodito nel Museo dell'Ermitage di San Pietroburgo.
Dal 1680, Francesco Solimena si appropria della sperimentazione cromatica di Luca Giordano, allievo di José de Ribera, che aveva assimilato le esperienze pittoriche più diverse dell'Italia del momento e ha permesso la fioritura della pittura barocca-napoletana. Francesco Solimena risulta essere il suo erede, ed ha tramandato tale stile ai suoi allievi Sebastiano Conca, Francesco De Mura, Giuseppe Bonito e Nicola Maria Rossi.
Dal 1690, è tornato agli esempi di vigorosa ed espressiva pittura barocca di Mattia Preti con l'introduzione a Napoli, all'inizio del Settecento, di un periodo di maggiore interesse artistico: il rococò, quale esaurimento del Barocco. Nel primo Settecento, si rivolse a grandi solenni composizioni, soggetti sacri e profani. Dal 1730, circa, ritorna al suo entusiasmo giovanile, con una pittura barocca, caratterizzata da uno stile classico Barocco, governato quindi da un'inquietante "intensità visiva".
Francesco Solimena ha esercitato una notevole influenza sui pittori delle generazioni più giovani e future di Napoli, ma anche di tutta l'Europa centrale. È servito come esempio per la generazione emergente, in particolare Jean-Honoré Fragonard, Francisco Goya e François Boucher, il quale si è ispirato a molte delle opere di Solimena.
Grazie a Francesco Solimena e alla pittura eroica del "chiaroscuro" di Caravaggio e di Giovanni Battista Caracciolo che hanno caratterizzato Napoli in quel secolo, la città ha raggiunto lo status di centro di dispositivo artistico, tanto da diventare una capitale europea della pittura.

## Opere pittoriche (non esaustiva)

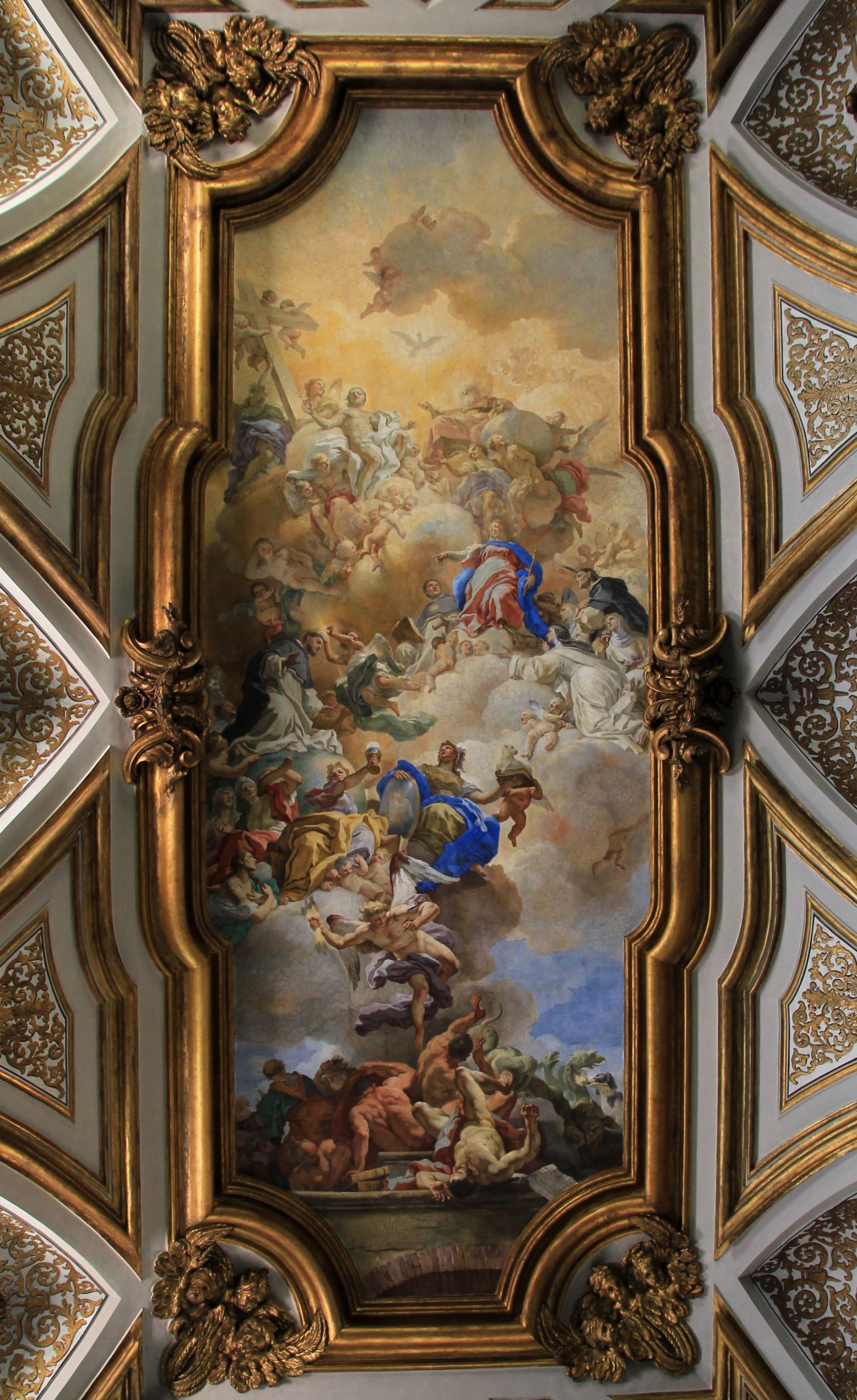
Trionfo della fede sull'eresia ad opera dei Domenicani, sacrestia di San Domenico Maggiore (Napoli)

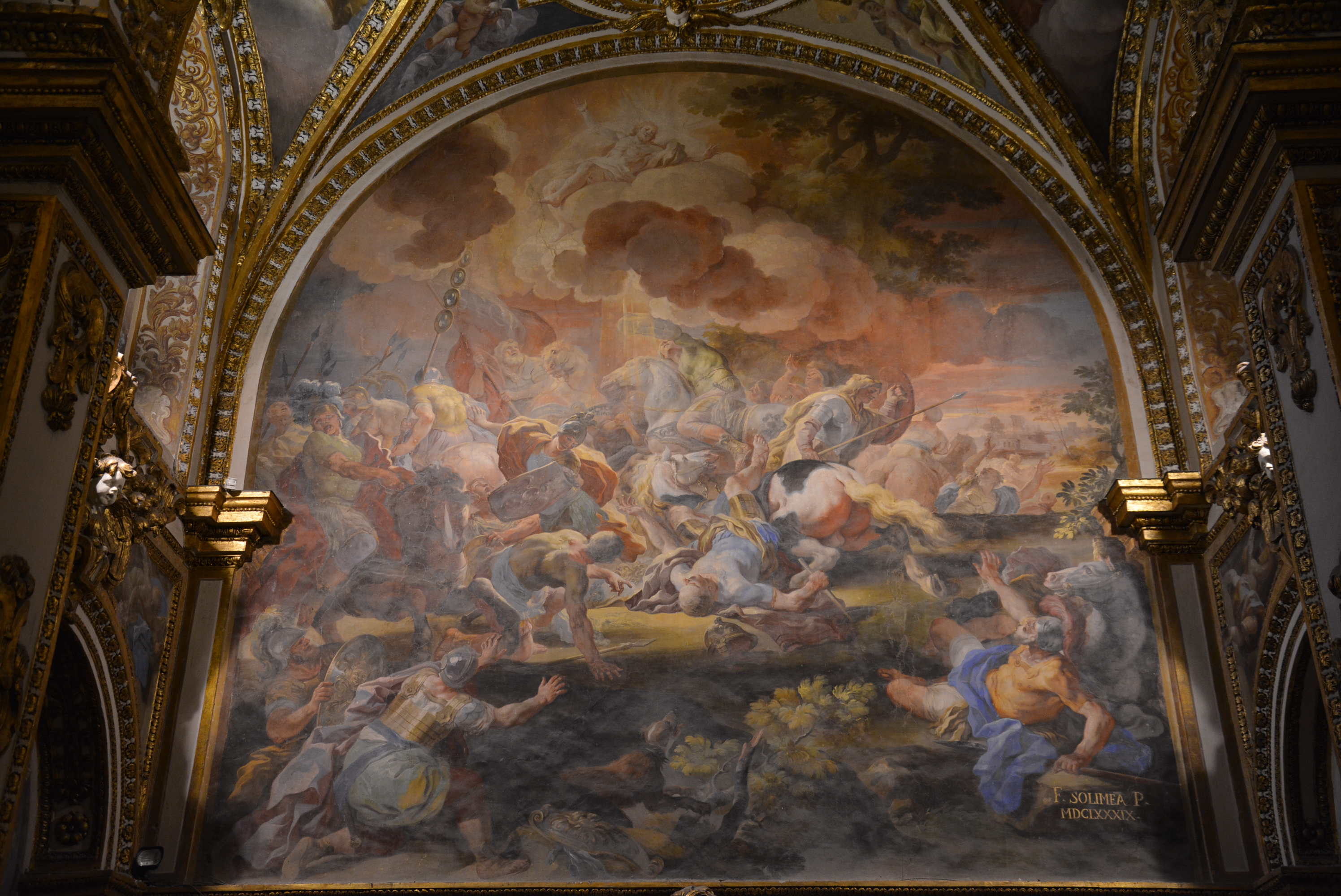
Caduta di San Paolo, sacrestia di Solimena, Basilica di San Paolo Maggiore (Napoli)

### Napoli

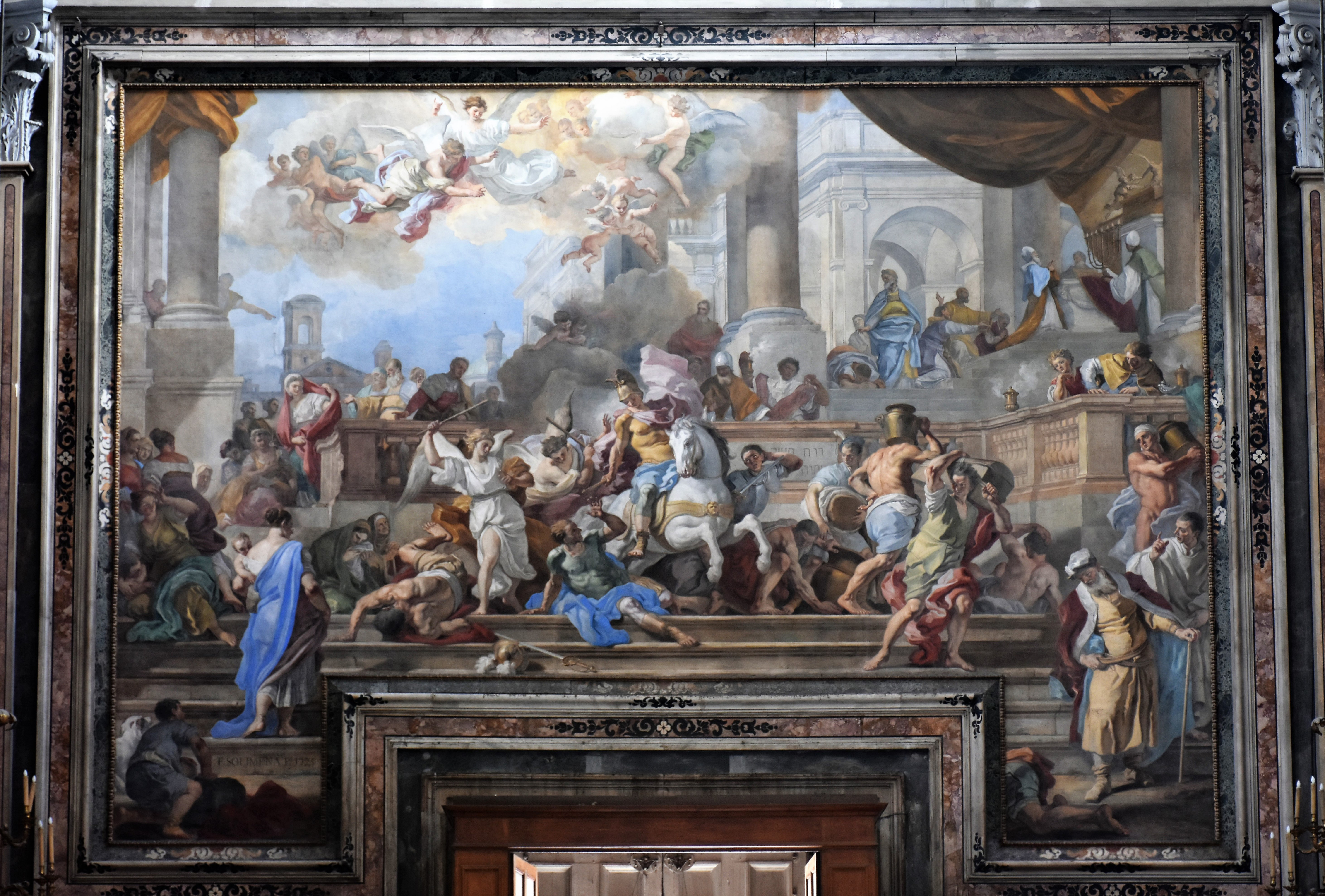
La cacciata di Eliodoro dal tempio 1725, chiesa del Gesù Nuovo

- Ritratto di Aurora Sanseverino, Museo civico Gaetano Filangieri
- San Giorgio e il drago; San Giovanni Damasceno; San Cirillo, olii su tela, duomo di Napoli
- Cristo che appare in sogno a San Martino e San Martino che divide il mantello con il povero, olii su tela, certosa di San Martino
- Il Trionfo di Sant'Ignazio, basilica Santuario del Gesù Vecchio
- I Santi Elia ed Eliseo; L'Assunta, Basilica di Santa Maria del Carmine Maggiore
- La Vergine con sant'Anna e san Gioacchino, (tela, 1675 circa), Museo nazionale di Capodimonte
- Ciclo di affreschi nella sacrestia di Solimena, 1689-1690, basilica di San Paolo Maggiore (1689-1690)
- Il Miracolo di San Giovanni di Dio, chiesa dell'Ospedale della Pace, ora al Museo civico di Castel Nuovo (1691)
- San Francesco rinuncia al sacerdozio, chiesa di Santa Maria Donnaregina Nuova (1691-1692)
- Trionfo della fede sull'eresia ad opera dei Domenicani, 1701 c.a., Napoli - Basilica San Domenico Maggiore
- Gloria di Maria Assunta e santi 1705 circa, chiesa di San Girolamo delle Monache
- Madonna con il bambino e i santi Domenico, Vincenzo Ferrer, Pio V, (tela, 1730 circa), basilica di San Domenico Maggiore
- Il massacro dei Giustiniani a Scio, (tela, 1710), Museo nazionale di Capodimonte
- Autoritratto, (tela, 1715-1720), Museo nazionale di Capodimonte
- La cacciata di Eliodoro dal tempio 1725, chiesa del Gesù Nuovo
- Affreschi della Cappella di San Filippo Neri 1727-1730, chiesa dei Girolamini
- Il Miracolo delle Rose, affresco, chiesa di Santa Maria Donnaregina Nuova
- Storie di San Nicola, Apostoli e Virtù, affreschi della volta, chiesa di San Nicola alla Carità
- Madonna con il Bambino tra i Santi Pietro e Paolo; I Santi Francesco d'Assisi, di Sales e Antonio da Padova; olii su tela, chiesa di San Nicola alla Carità
- San Giovanni Evangelista e il cardinale Innico Caracciolo, olio su tela, Museo diocesano
- Madonna con i Santi Domenico, Caterina da Siena e Vincenzo Ferrer, olio su tela, chiesa di San Domenico di Barra
- Madonna delle Grazie con le anime purganti, chiesa dell'Annunziata di Barra
- San Cristoforo, chiesa di Sant'Anna dei Lombardi
- Il Transito di San Giuseppe, chiesa di Santa Maria di Caravaggio
- Il Transito di San Giuseppe, chiesa di San Giuseppe Maggiore dei Falegnami
- L'Annunciazione; La Natività; oli su tela, cappella del Monte dei Poveri
- I Santi Nicola e Antonio ed angeli; trittico affrescato, chiesa di San Giorgio Maggiore
- L'Annunciazione; Lo Sposalizio della Vergine; Santa Chiara in gloria tra i Santi Bonaventura, Ludovico da Tolosa e Giovanni da Capestrano; olii su tela, chiesa del Gesù delle Monache
- La Visitazione; La Natività; Il Sogno di San Giuseppe; L'Annunzio ai pastori; L'Epifania; La Fuga in Egitto; olii su tela, chiesa di Santa Maria Donnalbina
- L'Annunciazione; La Visitazione; La Madonna con il Bambino tra un Santo guerriero, Santa Lucia un Santo domenicano; olii su tela, chiesa di San Pietro Martire
- Madonna con il bambino e i santi Agostino e Monica, Madonna del Carmelo con i santi Bruno e Chiara da Montefalco (tele), chiesa di Santa Maria Egiziaca a Forcella
- Divina Sapienza, Fede Religiosa, Umiltà, Castità, olii su rame, chiesa dei Santi Apostoli
- San Francesco d'Assisi, olio su tela, chiesa di Sant'Anna alle Paludi
- La Gloria di San Rufo; olio su tela, cappella di Palazzo Ruffo di Bagnara
- Alessandro dei Medici che entra a Firenze; affresco, Palazzo Tirone Nifo
- Agar e Ismaele nel deserto confortati dall'angelo; tela, Palazzo Zevallos
- San Gennaro; tela, Museo del Tesoro di San Gennaro
- Lot e le figlie; tela, Museo civico Gaetano Filangieri
- Enea alla corte di Didone,  (tela), Museo nazionale di Capodimonte
- Ritratto di Ferdinando Vincenzo Spinelli principe di Tarsia, (tela), Museo nazionale di Capodimonte
- Ritratto dell'arciduca Carlo III d'Asburgo, (tela), Museo nazionale di Capodimonte
- Madonna del Rosario con i santi Domenico e Caterina da Siena, (tela, 1690-1695 circa), Museo nazionale di Capodimonte

### Altri luoghi

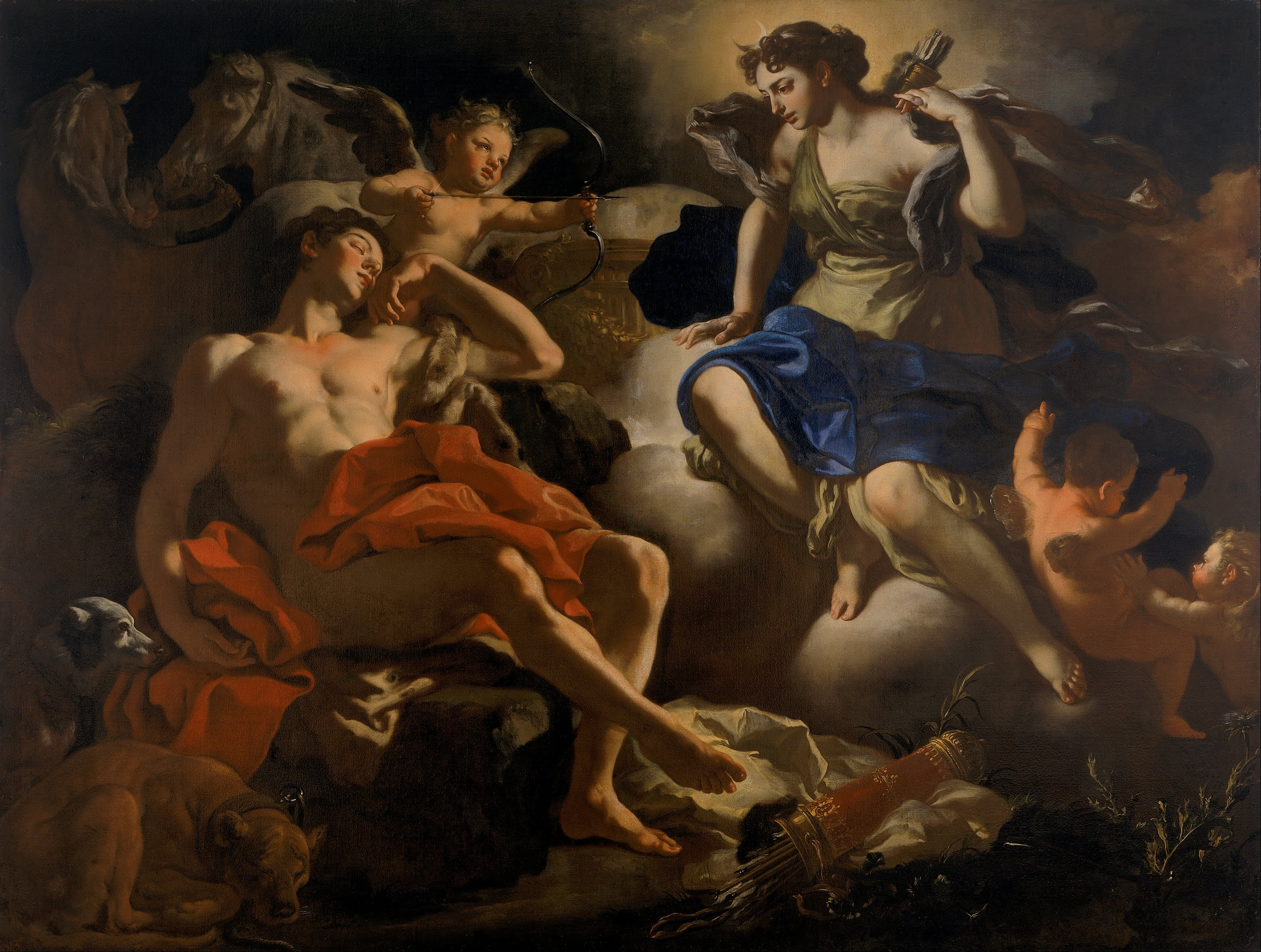
Diana ed Endimione 1705-1710, National Museums Liverpool.

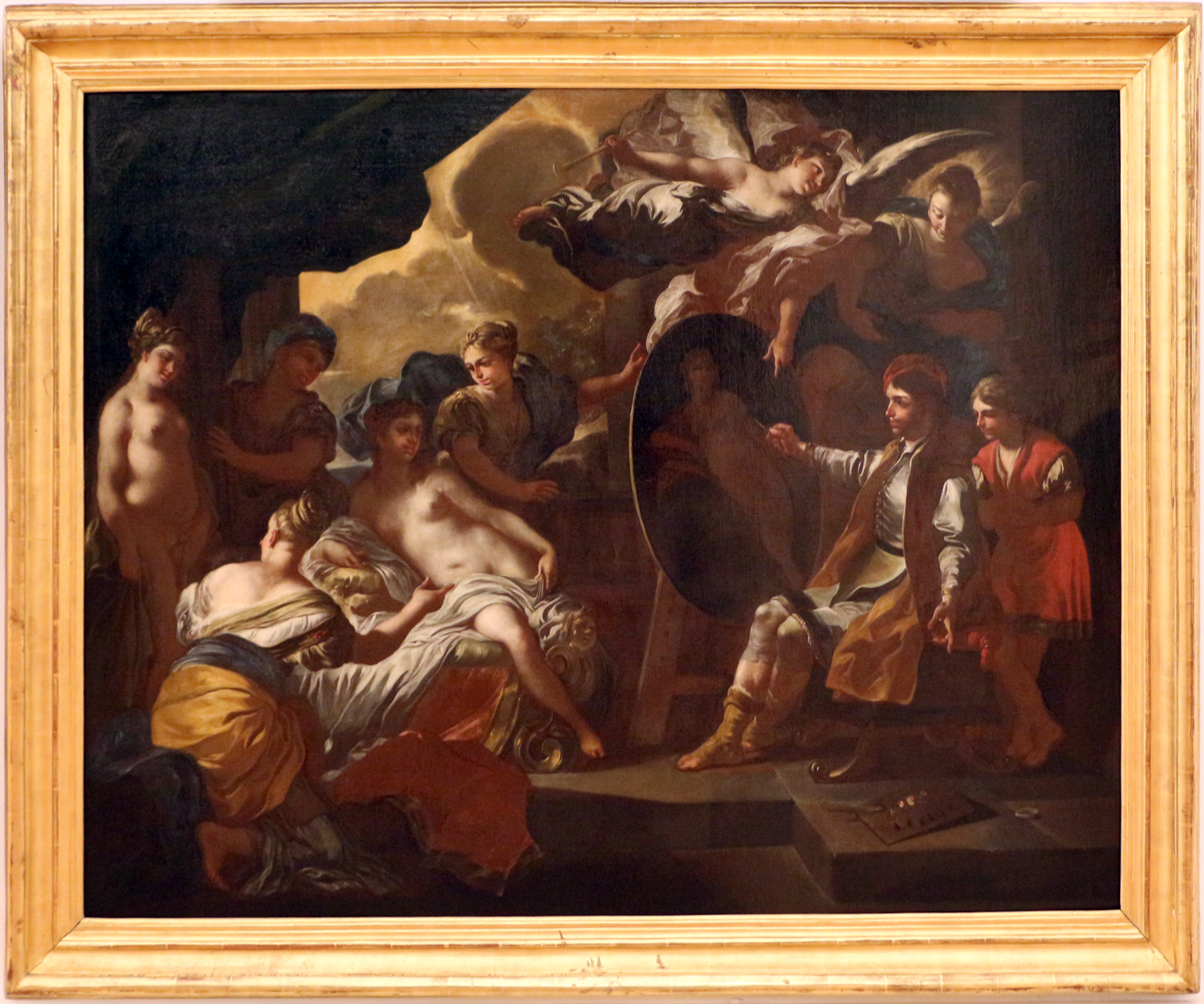
Zeusi dipinge il ritratto di Venere scegliendo come modello le fanciulle di Crotone, Roma, Senato della Repubblica, Palazzo Madama, Sala della Balaustra.

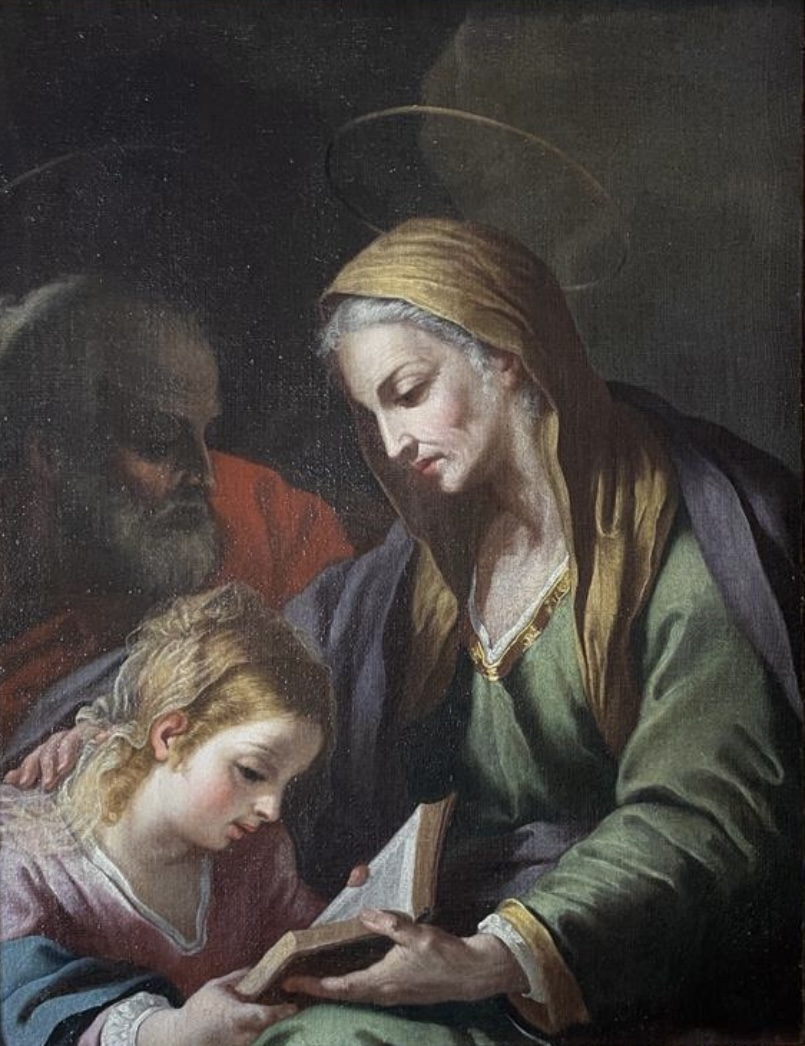
L'Educazione della Vergine

- Borea rapisce Orizia, figlia di Eretteo (1728), Baku, Museo nazionale d'arte dell'Azerbaigian
- Il rapimento di Orizia (1730), Baltimora, Walters Art Museum
- Madonna col Bambino, Glasgow, Kelvingrove Art Gallery and Museum
- Assunzione, Mulhouse, Musée des beaux-arts
- Madonna in trono col Bambino tra i santi Domenico e Caterina da Siena, Berlino, Gemäldegalerie
- Madonna addolorata consolata da un angelo, Cremona, Museo civico Ala Ponzone
- Cristo risorto appare alla Vergine (1708), Cleveland, Cleveland Museum of Art
- Martirio dei santi Placido e Flavia, Budapest, Museo di belle arti di Budapest
- Enea e Didone si inoltrano verso la grotta, Macerata, Musei civici di Palazzo Buonaccorsi
- L'Annunciazione (1693), L'Aia, Mauritshuis
- San Giovanni Battista, Madrid, Museo del Prado
- Bagno di Betsabea (1725), Salisburgo, Residenzgalerie
- resurrezione di Cristo (1720), Vienna, Österreichische Galerie Belvedere
- Rio de Janeiro, museo nazionale delle belle arti:
  - Le tre Marie al sepolcro
  - Noli me tangere
- Sacra conversazione, San Paolo, Museo dell'Arte Sacra di San Paolo
- La glorificazione di San Domenico, Amsterdam, Rijksmuseum
- l'Assunzione e l'Incoronazione della Vergine Maria, Montargis, Musée Girodet
- Cambridge, Fitzwilliam Museum:
  - Riposo durante la fuga in Egitto
  - Vergine col Bambino
  - La Vergine col Bambino, con un ragazzo presentato dal suo angelo custode, e San Francesco da Paola
- Adorazione dei pastori, Narbonne, Musée d'art et d'histoire de Narbonne
- Varsavia, Museo Nazionale di Varsavia:
  - Ecce Homo
  - San Francesco davanti al Papa
- La scala di Giacobbe, Cherbourg-en-Cotentin, Musée Thomas-Henry
- Ritratto di Johann Joachim Quantz, Eichenzell, Castello di Fasanerie
- Ritratto maschile, Oslo, Museo nazionale di arte, architettura e disegno
- Un cavaliere dell'Ordine di San Gennaro (1740), Bristol, Bristol Museum & Art Gallery
- Ritratto di Giovan Battista Vico, Roma, Palazzo Braschi
- Venezia, Ca' Rezzonico:
  - Ritratto di Filippo V di Borbone
  - Scherzo con animali
- Ritratto di una donna (1700), Tolosa, Musée des Augustins
- L'addio di Rebecca alla casa di suo padre, Rohrau, Castello di Rohrau
- L'incontro di Papa Leone e Attila, Milano, Pinacoteca di Brera
- Chicago, Art Institute of Chicago:
  - Ritratto di Jacopo Butera (1695)
  - Adamo ed Eva in paradiso (1700)
- Los Angeles, Getty Center:
  - La morte di Messalina
  - Aurora si congeda da Titone (1704)
  - Venere alla fucina di Vulcano (1704)
- Linz, Führermuseum:
  - Udienza: il papa benedice una donna (1682)
  - Rebecca e Eliezer al pozzo (1682)
- Londra, National Gallery:
  - Didone riceve Enea e Cupido nelle sembianze di Ascanio, 1710 circa, olio su tela, 207 x 310 cm
  - Allegoria di Luigi XIV (1700)
- Cristoforo Colombo scopre l'America (1715), Rennes, Museo delle Belle Arti
- San Filippo che intercede per la città di Torino, Torino, chiesa di San Filippo Neri
- Allegoria dell'ingresso di Carlo Borbone a Napoli (1735), Los Angeles, Los Angeles County Museum of Art
- San Pietroburgo, Ermitage:
  - Allegoria del Regno (1690)
  - Rebecca al pozzo (1700)
- Allegoria della virtù della fede, Varsavia, Museo della collezione Giovanni Paolo II
- La personificazione della fede, Pasadena, Norton Simon Museum
- Parigi, Museo del Louvre:
  - Il Sogno di San Giuseppe (tela)
  - La cacciata di Eliodoro dal tempio (1725)
- Siviglia, Cattedrale di Siviglia:
  - Il trasferimento dell'Arca dell'Alleanza
  - Il canto della profetessa Maria
- La caccia reale di Didone ed Enea (1712), Houston, Houston Museum of Fine Arts
- L'Annunciazione, Copenaghen, Statens Museum for Kunst
- Madonna col Bambino, Adelaide, Art Gallery of South Australia
- Deposizione dalla croce, Engelhartstetten, Castello di Hof
- Dublino, National Gallery of Ireland:
  - San Simplicio (1690)
  - Allegoria dell'inverno
- Dresda, Gemäldegalerie Alte Meister:
  - Maria col Bambino e San Francesco da Paola
  - Madonna addolorata (1723)
  - Sofonisba riceve il veleno dal messaggero di suo marito
  - Giunone, Io e Argo
- Crocifissione, Osimo, basilica di San Giuseppe da Copertino
- Lo sbarco delle reliquie di San Giovanni Battista a Genova, Stoccolma, Nationalmuseum
- Ritratto di dama (Principessa Anna Maria del Liechtenstein) (1730), Vienna, Liechtenstein Museum
- Elevazione di un altare con suggestioni alternative, New York, Cooper Hewitt, Smithsonian Design Museum
- New York, Metropolitan Museum of Art:
  - Figura allegorica dello studio
  - Gruppo di figure allegoriche - Schizzo per una decorazione del soffitto?
  - Giove con la sua Aquila
  - Studio per la caduta di Simone Mago (1690)
  - Studio per la musa Urania
  - La continenza di Scipione
  - La profetessa Debora ordina a Barak di prendere le armi contro Sisera (1728-1733)
  - Il trionfo di David
  - Ritratto di Diego Pignatelli d'Aragona
  - La nascita della Vergine (1690)
- Cacciata degli Angeli ribelli, Castel Frentano (CH), sagrestia del santuario di Santa Maria della Selva
- Il Paradiso (1671), Nocera Inferiore, cattedrale
- Adorazione dei pastori, Nocera Inferiore, basilica di Sant'Antonio
- Maria Vergine bambina e Sant'Anna, Nocera Inferiore, basilica di Sant'Antonio
- San Marco, Nocera Inferiore, cattedrale
- La Visione di San Cirillo d'Alessandria, Solofra, chiesa di San Domenico
- Storie di Santa Tecla, Archelaa e Susanna, 1680, Salerno, chiesa di San Giorgio
- Santa Caterina d'Alessandria e l'Angelo 1697, Strasburgo, Musée des Beaux-Arts
- Diana ed Endimione 1705-1710, National Museums Liverpool
- Madonna con il Gonfalone e San Bonaventura 1710 opera datata e firmata per la chiesa di Santa Maria degli Angeli di Aversa e oggi nel museo diocesano della stessa città
- L'incontro di Rebecca ed Eleazar al pozzo, 1710 circa, olio su tela, 202 x 150 cm, Venezia, Gallerie dell'Accademia
- Autoritratto, 1715, Firenze, Gallerie degli Uffizi, Uffizi
- Adorazione dei pastori 1716 c.a. chiesa dell'Annunziata Aversa
- Ultima Cena 1717, Assisi, Sacro Convento
- Il bagno di Betsabea, 1725, olio su tela, 103 x 129 cm, Salisburgo, Residenzgalerie
- La presentazione del Camauro a Papa Celestino V, 1727, Vasto, chiesa di Santa Maria Maggiore
- La Pentecoste, 1727, Vasto, chiesa di Santa Maria Maggiore
- Vienna, Kunsthistorisches Museum:
  - Giuditta mostra al popolo la testa di Oloferne, (1728-1733)
  - Gundacker von Althan nell'atto di offrire all'imperatore d'Austria Carlo VI il catalogo della pinacoteca imperiale (1728)
  - La Deposizione (1729)
- Immacolata, 1730 circa, Ferrandina, chiesa di Santa Chiara[1]
- Madonna con Gesù bambino (1730), Museo del Monastero di Montserrat, Catalogna
- San Filippo Neri che adora la Vergine col Bambino affidandole la protezione di Torino, Torino, chiesa di San Filippo Neri (1733)
- Trionfo di Carlo III di Borbone alla battaglia di Velletri 1734-1735, Caserta, Reggia
- I Santi Clemente Papa, Filippo Neri, Lorenzo e Lazzaro che adorano il volto di Cristo, Sarzana, concattedrale di Santa Maria Assunta
- Il Miracolo di San Nicola di Bari, Fiumefreddo Bruzio, chiesa di Santa Chiara
- San Gennaro, olio su tela, Vallo della Lucania, museo diocesano
- Il Trionfo di Carlo di Borbone L'Aquila, Museo nazionale d'Abruzzo
- Madonna del Rosario Teramo, Museo civico di Teramo
- Annunciazione Venezia, chiesa di San Rocco
- San Michele Arcangelo, Nardò, cattedrale
- San Michele Arcangelo, Ruvo di Puglia, chiesa di San Michele
- Madonna che porge il rosario a San Domenico, Piano di Sorrento, basilica di San Michele Arcangelo
- Crocifisso che appare a San Pietro d'Alcantara, Troia, palazzo vescovile.
- Madonna del Rosario con i Santi Domenico e Caterina da Siena, Sessa Aurunca, Oratorio della Confraternita del Santissimo Rosario
- L'Assunzione della Vergine, tela (1697), Marcianise, chiesa della Santissima Annunziata
- La Madonna consegna a San Bonaventura il Gonfalone del Santo Sepolcro o Madonna della Vittoria, olio su tela, cm. 101,5 x 76, Palermo, Galleria regionale della Sicilia
- Madonna, dipinto documentato nella raccolta di Antonio Lucchesi-Palli della galleria di Palazzo Campofranco di Palermo[2]
- San Gaetano in gloria, Vicenza, chiesa di San Gaetano
- Zeusi dipinge il ritratto di Venere scegliendo come modello le fanciulle di Crotone (tela, 1690 circa), Roma, Senato della Repubblica, Palazzo Madama, Sala della Balaustra
- Apelle dipinge il ritratto di Pampapse alla presenza di Alessandro il Grande (tela, 1690 circa), Roma, Senato della Repubblica, Palazzo Madama, Sala della Balaustra[3][4]

## Opere architettoniche (non esaustiva)

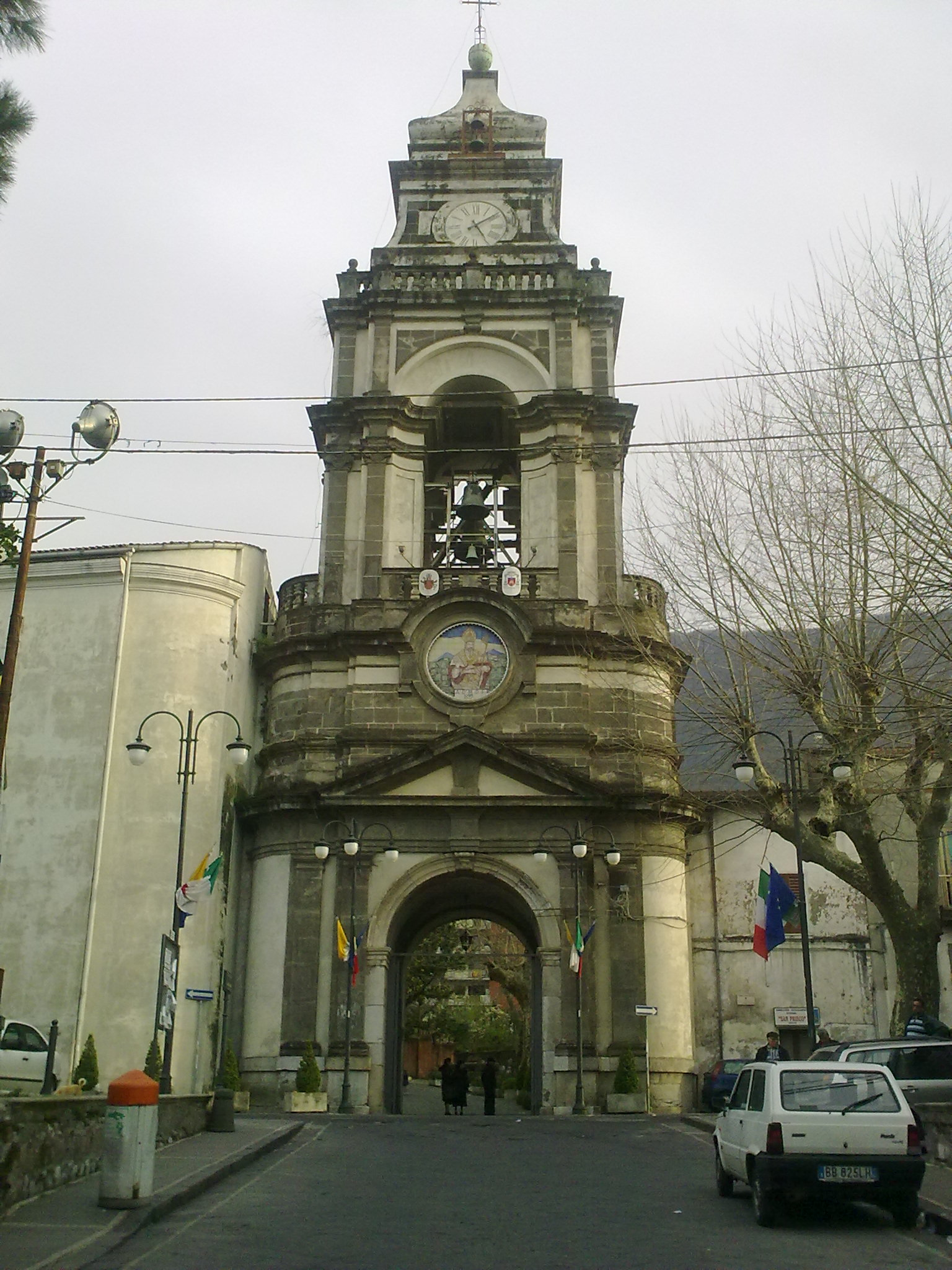
Campanile della Cattedrale di Nocera Inferiore

Nel quarto decennio del XVIII secolo, a causa dell'estesa fatiscenza della fabbrica quattrocentesca, il vescovo Niccolò de Dominicis decise di riedificare nel sito attuale il campanile della cattedrale di Nocera Inferiore.
Finanziato anche dalla confraternita del Rosario, che contribuì con ben 2050 ducati, il nuovo campanile fu realizzato "in conformità al modello di legname fattone fare dal R.D. Francesco Solimeno", conservato, a quel tempo, nell'oratorio della congrega.
L'opera costituisce una delle rare realizzazioni architettoniche di Francesco Solimena, che vi impresse il segno tangibile delle sue doti di progettista, testimoniate anche dalle imprese napoletane della chiesa di San Nicola alla Carità, del portale di San Giuseppe dei Vecchi, del suo palazzo a San Potito e nella facciata della chiesa di San Domenico a Barra. Opera sua è anche l'altare di San Nicola nell'Abbazia di Santa Maria Maddalena in Armillis a Sant'Egidio del Monte Albino.